# Eolagurus luteus
Eolagurus luteus là một loài động vật có vú trong họ Cricetidae, bộ Gặm nhấm. Loài này được Eversmann mô tả năm 1840.